# Joseba Azkarraga
Joseba Mirena Azkarraga Rodero (Salvatierra, 15 de noviembre de 1950) es un político español de ideología nacionalista vasca, perteneciente al partido político Eusko Alkartasuna del que fue secretario general.

## Biografía
Licenciado en Derecho por la Universidad del País Vasco, Joseba Azkarraga es sobrino de Luis Azcárraga Pérez-Caballero, general asesinado por el grupo terrorista ETA en 1988.
Fue elegido diputado por el Partido Nacionalista Vasco (PNV) en 1979 por Álava. Entre 1982 y 1986 fue senador por Vizcaya. Durante su etapa de senador tuvo un papel relevante en la reinserión y excarcelación de 43 presos pertenecientes a ETA VIII Asamblea, escisión de ETA político-militar, que se acogieron a la entonces denominada «vía Azkarraga». En 1986 volvió a ser elegido diputado en las listas del PNV por Guipúzcoa, para pasar al Grupo Mixto en 1987, al producirse la escisión del PNV que dio origen a Eusko Alkartasuna (EA), formación por la que en 1989 fue reelegido diputado, esta vez por Vizcaya.
Fue miembro de la Ejecutiva Nacional de EA en dos periodos: el primero, de 1987 a 1993. Entre 1993 y 1999 se dedicó a su trabajo previo en la empresa privada, en un puesto ligado al sector bancario. En 1999 volvió a la Ejecutiva Nacional de EA y en 2007 asumió el cargo de secretario general que mantuvo hasta su salida de la Ejecutiva Nacional en marzo de 2009. Como miembro de EA también formó parte del Gobierno Vasco presidido por Juan José Ibarretxe, donde ejerció el cargo de Consejero de Justicia, Trabajo y Seguridad Social desde septiembre de 2001 hasta mayo de 2009.
Forma parte del grupo Corporación Mondragon y ha ejercido de Director del Sector Público de Caja Laboral.
Desde junio de 2014 ejerce como portavoz de Sare, plataforma ciudadana en favor de los derechos de los presos de ETA, huidos y deportados.